# Remake
A remake (ejtsd: rimék) általában egy korábban készült film, televíziós filmsorozat, vagy egyéb művészi alkotás (videójáték, képregény, esetleg regény) felújított, újragondolt változata, adaptációja. A szó két angol tagból (re + make = újrakészíteni, újracsinálni) áll össze. Megkülönböztetendő olyan adaptációktól, melyek irodalmi műveken alapulnak (például Shakespeare Rómeó és Júlia című drámáján, amelyet színházban, filmben sokan, sokféleképpen értelmeztek újra), mert a remake alapjául egy korábbi bejegyzésű film, sorozat, illetve egyéb fikciós mű cselekménye, világa, kontextusa szolgál. Remake-ről beszélünk abban az esetben, ha az új filmváltozat és egy régi filmváltozat dramaturgiájában, forgatókönyvében, mondanivalójában javarészt megegyezik, és az új változat készítői ezt ki is emelik.
Természetesen, mint minden másfajta adaptáció, a remake is tartalmazhat eltérést az eredeti anyaghoz képest: megváltozhat a helyszín, a karakterek neve, egyes karakterek jellemvonásai, néhány szereplőt ki- és beírhatnak a feldolgozók, más kontextusba helyezhetik a művet, egyes cselekményvonalak másképp alakulhatnak. Ismeretes néhány olyan remake is, amely teljesen lemásolja az eredetit, ennek az angolban shot-for-shot (=képkockáról képkockára) remake a neve. Ilyen például Alfred Hitchcock Psychójának (1960) Gus Van Sant által rendezett azonos című új verziója (1998).
A remake készítésénél elengedhetetlen az eredeti változat jogainak megvásárlása. Mentesülnek ez alól azok a művek, amelyek eredetije legalább hetvenéves, így szabadon feldolgozható. Azonban ha a remake egy olyan művön alapszik, amely ugyan több mint hetvenéves, viszont van egy olyan adaptációja, amely hetven éven belül keletkezett, és amelynek egyes sajátos elemeit a remake készítői felhasználnak, akkor ezekért a sajátos elemekért az adaptáció készítőinek szintén jogdíjat kell fizetniük.

## A filmes remake-ekről
A filmes remake készítői általában korábbi kasszasikerekhez nyúlnak néhány évtizeddel az eredeti mű hivatalos bejegyzése után. Új ruhát öltött például A dicső tizenegy (Ocean's Eleven, 1960) Ocean’s Eleven – Tripla vagy semmi címen (2001), itt Frank Sinatra szerepét George Clooney kapta. (A filmnek két folytatása is készült, ami az eredetinek nem volt, tehát egy remake-nek lehetnek folytatásai is.) Vagy: Hajlakk (1988) – Hajlakk (2007); Az emlékmás (1990) – Az emlékmás (2012); Dick és Jane trükkjei (1977) – Dick és Jane trükkjei (2005) stb. Az sem ritka, ha a készítők más országok sikerreceptjeinek jogait vásárolják meg. Hollywood előszeretettel vásárol főleg francia vagy angol mozifilmek után újrafilmesítési jogokat (például Magas szőke férfi felemás cipőben (1972) – Magas barna férfi felemás cipőben (1985); Nikita (1990) – A bérgyilkosnő (1993); Taxi (1998) – Amerikai taxi (2004); Montreali bankrablás (1985) – Viszem a bankot (1990) stb.), de német, holland, svéd vagy épp hongkongi filmeknek is készült már amerikai verziója. Nemegyszer az eredeti rendezője rendezte a feldolgozást is, de arra is volt példa, hogy az eredeti film főszereplője játszotta újra a szerepét a feldolgozásban. Ugyancsak remake-típus, amikor televíziós sorozatok költöznek szélesvászonra (Charlie angyalai; Starsky és Hutch; Mission: Impossible; Miami Vice; vagy hamarosan a Dallas), de filmek is költöznek szélesvászonról a tévébe (Nikita, Csillagkapu, Sikoly, Csúcsformában, Taxi).
Viszont Christopher Nolan 2008-ban bemutatott Batman-filmje, A sötét lovag (2008, Warner Bros.) nem újraforgatott változata Tim Burton 1989-ben szélesvászonra került Batman című (szintén Warner Bros.) alkotásának, mivel mindkettő – sok egyéb filmmel együtt – Batmanen, mint az eredeti képregény-figurán alapszik.
Ismert irodalmi művek korhű filmfeldolgozása mellett készül modern remake is, erre példa William Shakespeare Rómeó és Júlia című művének 1996-os modern feldolgozása, vagy ugyanő A makrancos hölgy című vígjátéka, melyből 10 dolog, amit utálok benned címmel készült 1999-ben modern tinivígjáték. De ugyanilyen feldolgozás Edmond Rostand Cyrano de Bergerac című drámája, melyből Roxanne címmel készült 1987-ben modern romantikus vígjáték.
A remake-ek kedvelőit érdekelheti, hogy Bollywood (az indiai Hollywood) szintén nagy gyakorlatot szerzett a remake-gyártásban. Mivel az indiai közönség nem szereti az amerikai filmeket, azok történetét az ország viszonyaihoz igazítva készítik el a hindi verziót.
Magyar filmes remake például a Magyar szépség, amely az Amerikai szépség (American Beauty, 2000) feldolgozása. Magyar filmeknek is van magyar remake-je. Ilyen a Meseautó 2000-es feldolgozása, melyben például Kern András játszik, vagy a Hyppolit, a lakáj, az első magyar hangosfilm 1999-es feldolgozása. (Ezeknek a címei nem változtak az újra feldolgozott változatban.)

## Televíziós sorozatok remake-ei
A szériák esetében még színesebb a paletta, hiszen a televíziózás egyik új trendje az efféle adaptáció. Szintén megesik, hogy korábbi sorozatok néhány tíz év múlva új köntöst kapnak (Kojak, Mission: Impossible, The Fugitive – A szökevény). Jelentős rajongótábornak örvendő filmalkotások is eshetnek a tévé áldozatává (Buffy – The Vampire Slayer; Terminátor –> The Sarah Connor Chronicles; The Net –> A hálózat csapdájában). A tévétársaságok előszeretettel lokalizálják egy másik ország nagy nézettségű sorozatát, ha annak cselekménye, kontextusa igazítható a helyi adottságokhoz. Említésre méltóak a Sony Egy rém rendes család („Married… with children”), vagy A dadus („The Nanny”) című amerikai szituációs komédiái, melyeknek remake-jogait sok-sok országba eladták. A Barátok köztnek ismert egy lengyel változata is, ám az néhány hónappal bemutatása után lekerült a műsorról.
Betty, a csúnya lány („Yo soy Betty, la fea”, 1999-2000, Kolumbia) sem ismeretlen a magyar nézők számára, láthattuk/láthatjuk annak német (Lisa csak egy van); amerikai (Ugly Betty) és két mexikói (Másnak tűnő szerelem; Lety, a csúnya lány) reinkarnációit. Létezik még orosz, indiai, spanyol, izraeli, görög, török, belga, holland változat is, a francia és a horvát adaptációk még váratnak magukra.
A latin-amerikai televíziótársaságok szintén ontják magukból a remake-eket: vagy egy régebbi telenovellát, vagy egy másik latin-amerikai ország sikersorozatát melegítik föl, de az sem ritka, ha két régebbi sorozat történetszálait kovácsolják össze. 
Magyarországon bemutatott telenovellák példái erre:
Maria Mercedes (Mexikó, Televisa, 1992) –> A liliomlány (Inocente de tí, Mexikó, Televisa, 2002)
Fekete gyöngy (Perla Negra, Argentína, 1993) –> Perla (Mexikó, TV Azteca, 1998)
Rosangelica (Venezuela, 1993) –> Rosalinda (Mexikó, Televisa, 1999)
A legsikeresebb telenovelláknak szinte mindegyike remake (Paula és Paulina, Esmeralda, Marimar, Titkok és szerelmek), ezeknek készítésében főleg Mexikó jeleskedik. Latin-Amerikában azonban nemcsak a telenovellák esnek a remake-gép áldozatául. A Született feleségek (Desperate Housewives, 2004-2012, USA) rendelkezik egy argentin és egy kolumbiai-ecuadori koprodukcióban készülő újrával is (mindkettőnek Amas de casa desesperadas a címe), illetve egy brazil verzióval (Donas de casa desesperadas). A külföldön sikereket elért latin napi sorozatok némelyikét Indiában, a Fülöp-szigeteken, Spanyolországban és Portugáliában is feldolgozzák (például a Vad angyal indiai változata a Mili; a MariMart újraforgatták a filippinók hasonló címen; Floricienta, a Csacska angyal Portugáliában Floribella).

## Ismertebb magyar televíziós remake-ek
„Egy rém rendes család Budapesten”; „Szeret, nem szeret”.

## Videójátékok remake-ei
Néhány ismertebb példa:

### Windows
- Another World: A játék eredetije Amigára készült és akkor nagyon színvonalas grafikával és zenei aláfestésekkel rendelkezett. A játék népszerűsége és az Amiga platform hanyatlása aztán arra késztette a játék eredeti szerzőjét, Éric Chahit, hogy elkészítse a Windows XP portot, mely játékmenetében és látványvilágában azonos az eredetivel, azonban a grafika nagyobb felbontásokra lett alkalmassá téve, a háttereket átrajzolták, jobb minőségűvé tették.

### Nintendo Gamecube
- Resident evil: Az eredeti Playstationre megjelent első rész újra feldolgozása, a tartalomban kb 70%-ban különbözik az eredetitől többek között a pályaszerkesztés, a fejlesztett grafikai engine, új ellenfelek illetve játékmódokban.
- Metal Gear Solid: The Twin Snakes: az 1998-as első rész remake-je. Főbb különbségei közé tartozik a Metal Gear Solid 2: Sons Of Liberty-ből átvett játékmenet, illetve az újrakoreografált átvezető jelenetek.

## Képregények remake-jei
A képregények rendkívül gazdag világa is rengeteg filmfeldolgozásnak adott hátteret, csak pár cím a teljesség igénye nélkül: Batman, Superman, Pókember, Asterix, Largo Winch: Az örökös stb., de képregényeken belül is voltak remake-ek, például Pókember vagy Batman karaktere rengeteg újragondolásnak vagy alternatív változatának megjelenését tette lehetővé a sok évtizedes képregényes jelenlét. Pókember története például az 1962-es megjelenése óta többször indult el újra az elejétől különböző időszakokban kiadott képregényekben az adott időhöz igazodva, a korábbiakhoz képest modernebb viszonyok közt, mely a cselekmény dramaturgiájára is hatással volt, például a mobiltelefon vagy az internet megjelenésével. Az ilyenfajta újrakezdést az angolban rebootnak is nevezik.

## Remake album
A zenében remake albumnak az olyan válogatásalbumot nevezik, amelyen a dalok többsége vagy teljes egésze az eredetitől kissé vagy nagyon eltérő újrahangszerelt változatban kerül felvételre. Egyéb esetben remaszterelés által kerül a dal válogatásalbumra.